# Flawonole
Flawonole są grupą związków organicznych stanowiących podgrupę flawonoidów. Flawonole są pochodnymi flawonolu (nazwa IUPAC 3-hydroksy-2-fenylochromen-4-on), co oznacza, że każdy związek z tej grupy zawiera w swojej budowie grupę hydroksylową (-OH) na trzecim atomie węgla (C3) oraz grupę karbonylową (C=O) na czwartym atomie węgla centralnego pierścienia heterocyklicznego. Ich różnorodność wynika z umiejscowienia dodatkowych grup -OH w cząsteczce, a czasami dodatkowych grup metylowych.

Flawonoli nie należy mylić z flawanolami, będącymi inną podgrupą flawonoidów, w których brakuje grupy C=O na czwartym atomie węgla.

## Występowanie
Ilości flawonoli, które znajdują się w owocach, warzywach i roślinach leczniczych mogą znacznie się różnić w zależności od odmiany, warunków uprawy i sposobu zbioru. W przypadku suchej masy owoców największe ilości znajdują się w truskawkach (357,5 mg/100 g), a najmniej w jabłkach (46 mg/100 g). Wśród warzyw największe ilości flawonoli w suchej masie zawiera szpinak i kalafior (odpowiednio 172 i 160 mg/100 g). Duże ilości flawonoli zawartych jest w cebuli (35–120 mg/100 g) i jarmużu (30–60 mg/100 g). Im bardziej zielone są liście, tym więcej zawierają flawonoli. Wśród roślin leczniczych duże ilości flawonoli zawartych jest w morindze olejodajnej (68 mg/100 g).

Flawonole gromadzące się w tkance roślinnej niemal zawsze są w postaci glikozydów. Głównymi flawonolami w cebuli jest 4'-O-glukozyd kwercetyny i 3,4'-O-diglukozyd kwercetyny, z mniejszymi ilościami 4'-O-glukozydu izoramnetyny.

Najczęściej występującymi flawonolami jest kwercetyna, mirycetyna i izoramnetyna.

## Właściwości
Flawonole są zdolne do absorpcji dużych ilości promieniowania UV, stąd też znajdują się głównie w zewnętrznych warstwach roślin. Jedną z ich funkcji jest ochrona roślin przed szkodliwym promieniowaniem UV. Nadają żółty kolor roślinom, w których występują.

### Właściwości lecznicze
Flawonole mają dobre właściwości przeciwutleniające i przeciwzapalne. Uśredniona siła przeciwutelniająca wybranych flawonoli wygląda następująco:
3-ramnozyd mirycetyny > mirycetyna > kwercetyna > 3-glukozyd kemferolu > kemferol
Trwające 8 lat badania, przeprowadzone na 180 tysiącach osób, wykazały, że spożywanie flawonoli (kwercetyny, kemferolu i mirycetyny) wykazały, że związki te mogą zmniejszać ryzyko zachorowania na raka trzustki.

### Interakcje z lekami
Flawonoidy mają efekt na aktywność CYP (P450). Flawonole są inhibitorami CYP2C9 i CYP3A4, które są enzymami wspomagającymi metabolizm większości leków w organizmie.

## Flawonole
| Nazwa         | Struktura | R5   | R6   | R7   | R8 | R2'  | R3'  | R4'  | R5' | R6'         | CAS                                                                 | Nazwa IUPAC                     |
| ------------- | --------- | ---- | ---- | ---- | -- | ---- | ---- | ---- | --- | ----------- | ------------------------------------------------------------------- | ------------------------------- |
| Flawonol      |           | H    | H    | H    | H  | H    | H    | H    | H   | H           | 577-85-5                                                            | 3-hydroksy-2-fenylochromen-4-on |
| Azaleatyna    | OCH3      | H    | OH   | H    | H  | H    | OH   | OH   | H   | 529-51-1    | 2-(3,4-dihydroksyfenylo)-3,7-dihydroksy-5-metoksychromen-4-on       |                                 |
| Fizetyna      | H         | H    | OH   | H    | H  | H    | OH   | OH   | H   | 528-48-3    | 3,3',4',7-tetrahydroksy-2-fenylochromen-4-on                        |                                 |
| Galangina     | OH        | H    | OH   | H    | H  | H    | H    | H    | H   | 548-83-4    | 3,5,7-trihydroksy-2-fenylochromen-4-on                              |                                 |
| Gossypetyna   | OH        | H    | OH   | OH   | H  | OH   | OH   | H    | H   | 489-35-0    | 2-(3,4-dihydroksyfenylo)-3,5,7,8-tetrahydroksychromen-4-on          |                                 |
| Izoramnetyna  | OH        | H    | OH   | H    | H  | OCH3 | OH   | H    | H   | 480-19-3    | 3,5,7-trihydroksy-2-(4-hydroksy-3-metoksyfenylo)chromen-4-on        |                                 |
| Kemferyd      | OH        | H    | OH   | H    | H  | H    | OCH3 | H    | H   | 491-54-3    | 3,5,7-trihydroksy-2-(4-metoksyfenylo)chromen-4-on                   |                                 |
| Kemferol      | OH        | H    | OH   | H    | H  | H    | OH   | H    | H   | 520-18-3    | 3,4',5,7-tetrahydroksy-2-fenylochromen-4-on                         |                                 |
| Moryna        | OH        | H    | OH   | H    | OH | H    | OH   | H    | H   | 654055-01-3 | 3,3',4',7-tetrahydroksyflawon                                       |                                 |
| Mirycetyna    | OH        | H    | OH   | H    | H  | OH   | OH   | OH   | H   | 529-44-2    | 3,3',4',5',5,7-heksahydroksy-2-fenylochromen-4-on                   |                                 |
| Natsudaidaina | OCH3      | OCH3 | OCH3 | OCH3 | H  | H    | OCH3 | OCH3 | H   | 35154-55-3  | 2-(3,4-dimetoksyfenylo)-3-hydroksy-5,6,7,8-tetrametoksychromen-4-on |                                 |
| Pachypodol    | OH        | H    | OCH3 | H    | H  | H    | OH   | OCH3 | H   | 33708-72-4  | 5-hydroksy-2-(4-hydroksy-3-metoksyfenylo)-3,7-dimetoksychromen-4-on |                                 |
| Kwercetyna    | OH        | H    | OH   | H    | H  | OH   | OH   | H    | H   | 117-39-5    | 3,3',4',5,7-pentahydroksy-2-fenylochromen-4-on                      |                                 |
| Ramnazyna     | OH        | H    | OCH3 | H    | H  | OCH3 | OH   | H    | H   | 552-54-5    | 3,5-dihydroksy-2-(4-hydroksy-3-metoksyfenylo)-7-metoksychromen-4-on |                                 |
| Ramnetyna     | OH        | H    | OCH3 | H    | H  | OH   | OH   | H    | H   | 90-19-7     | 2-(3,4-dihydroksyfenylo)-3,5-dihydroksy-7-metoksychromen-4-on       |                                 |